# Park Narodowy Shikotsu-Tōya
Park Narodowy Shikotsu-Tōya (jap. 支笏洞爺国立公園 Shikotsu-Tōya Kokuritsu Kōen) – japoński park narodowy, który został utworzony 16 maja 1949 r. i obejmuje ochroną obszar położony w południowo-zachodniej części wyspy Hokkaido, na południe od Sapporo.

## Opis
Składający się z trzech oddzielnych części park, jest najczęściej odwiedzanym na wyspie, a jego nazwa pochodzi od jezior: Tōya i Shikotsu, największych zbiorników wodnych na Hokkaido. Trzecia część parku to okolica położonej na północ od Tōya idealnie stożkowej góry Yōtei (Yōtei-san), najwyższego wzniesienia w zachodniej części wyspy, osiągającego 1 893 m n.p.m. Yōtei często zwana jest Ezo no Fuji z uwagi na podobieństwo do sławniejszego od niej wulkanu Fudżi na Honsiu. Łączna powierzchnia parku Shikotsu-Tōya wynosi 993,02 km².
Shikotsu wraz z otaczającymi go wulkanicznymi górami, stanowi największą część parku, a samo jezioro jest najdalej na północ wysuniętym zbiornikiem wodnym w Japonii, który nie zamarza. Do najważniejszych szczytów w jego okolicy zaliczyć można Fuppushi (Fuppushi-dake), Tarumae (Tarumae-zan) oraz najwyższy, bo osiągający 1320 m n.p.m. Eniwa (Eniwa-dake).
Drugą część parku stanowi okolica nieco mniejszego od Shikotsu jeziora Tōya, na którym znajduje się wyspa zamieszkana przez rzadko spotykane dzikie zwierzęta, m.in. jelenia Ezo. Na południe od jeziora wznosi się aktywna wulkanicznie góra Usu (Usu-zan), której wybuch w 2000 r. był powodem ewakuacji znacznej liczby okolicznej ludności. Natomiast u jej wschodniego podnóża, wznosi się mierząca przeszło 400 m góra Shōwa (Shōwa-shinzan), co znaczy Nowa Góra Shōwa, która pojawiła się w 1943 r. i stale rośnie.
Na terenie całego parku Shikotsu-Tōya występuje największa w Japonii obfitość wód termalnych, a w jego okolicy znajduje się wiele onsenów, z których najpopularniejszy to Noboribetsu.

## Galeria

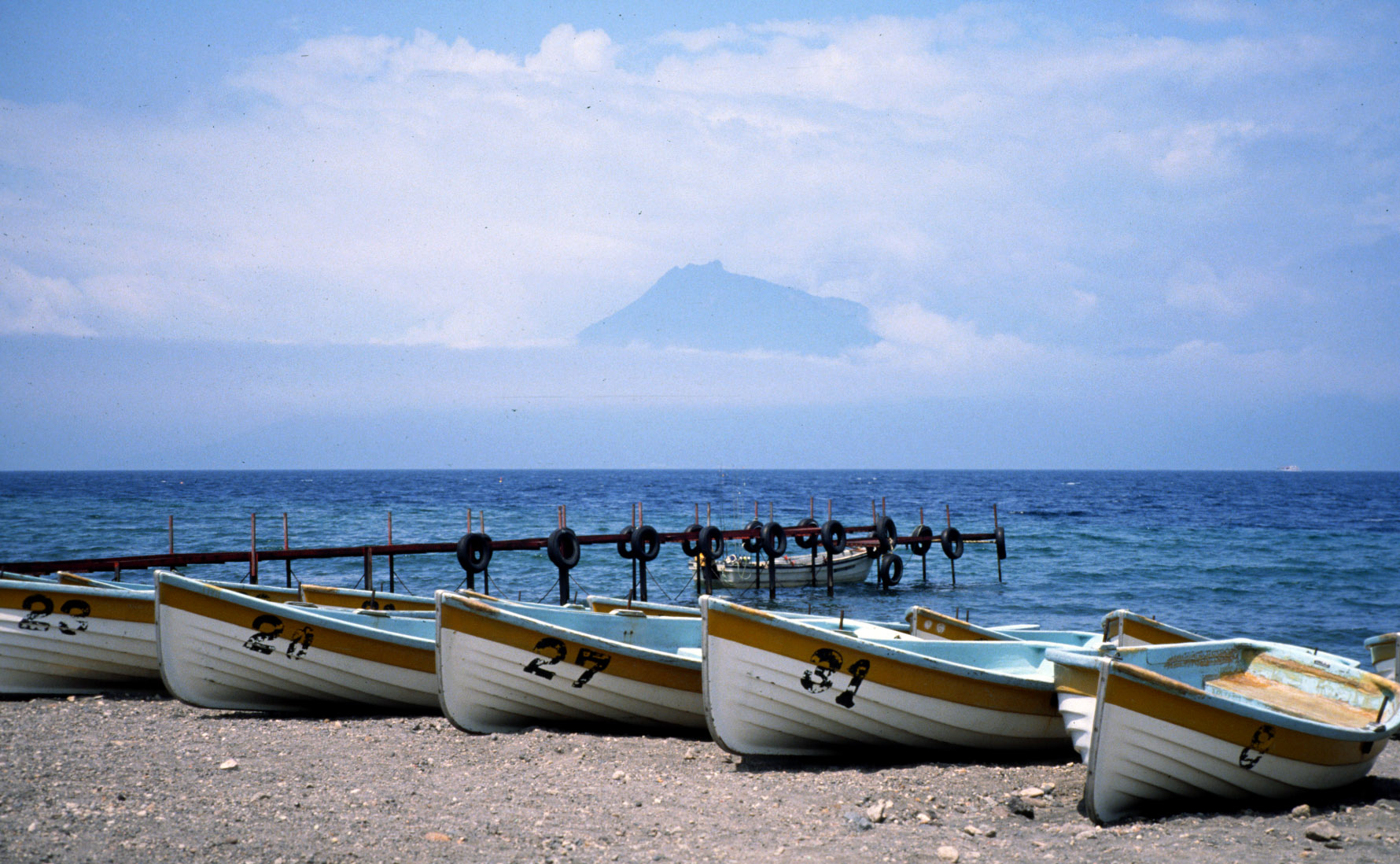
Jezioro Shikotsu
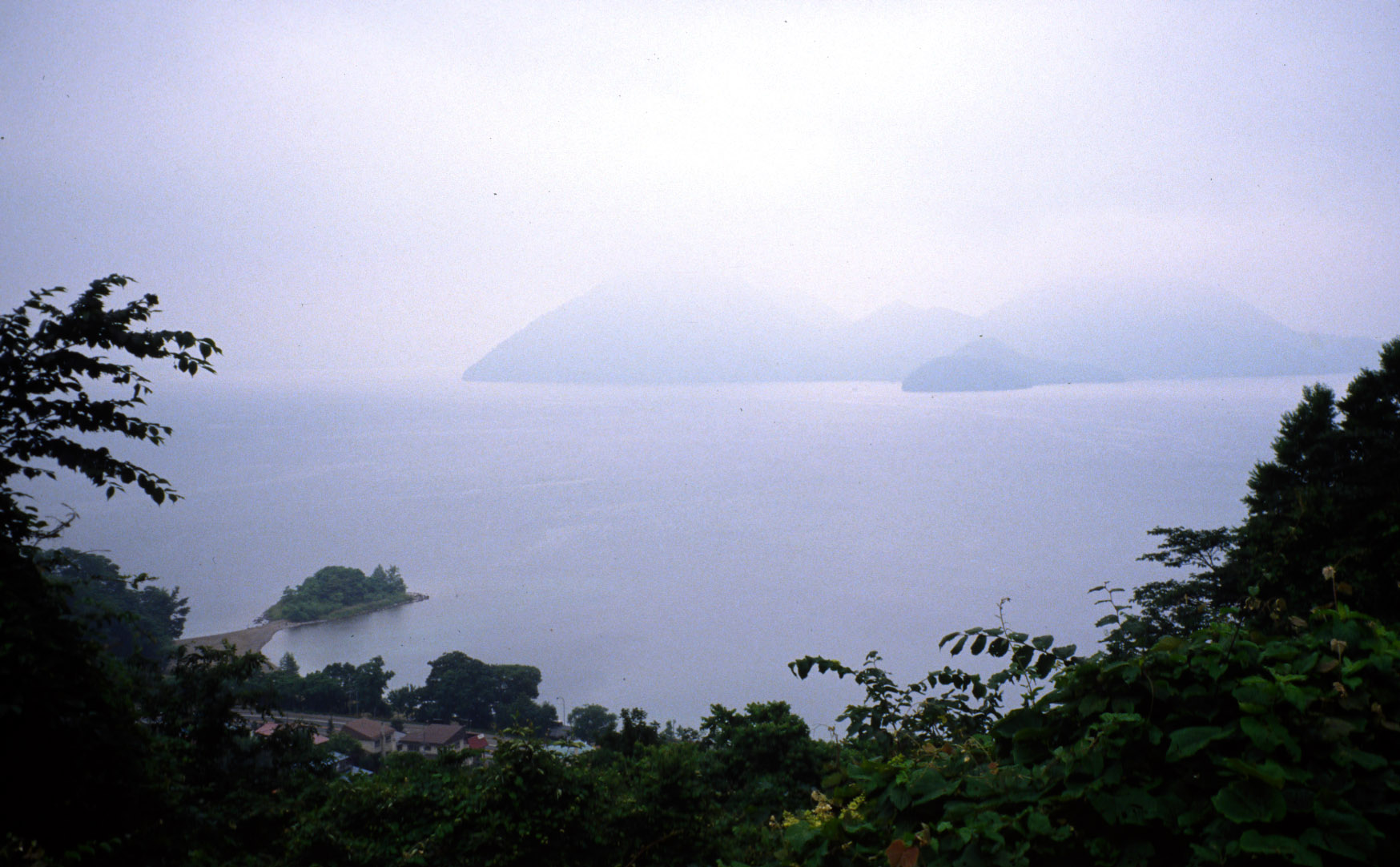
Jezioro Shikotsu
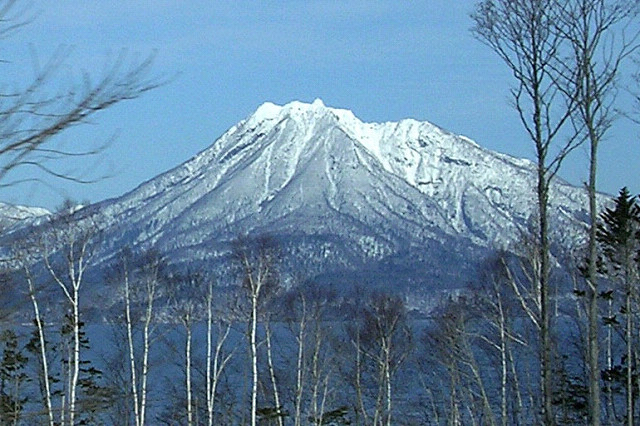
Góra Eniwa
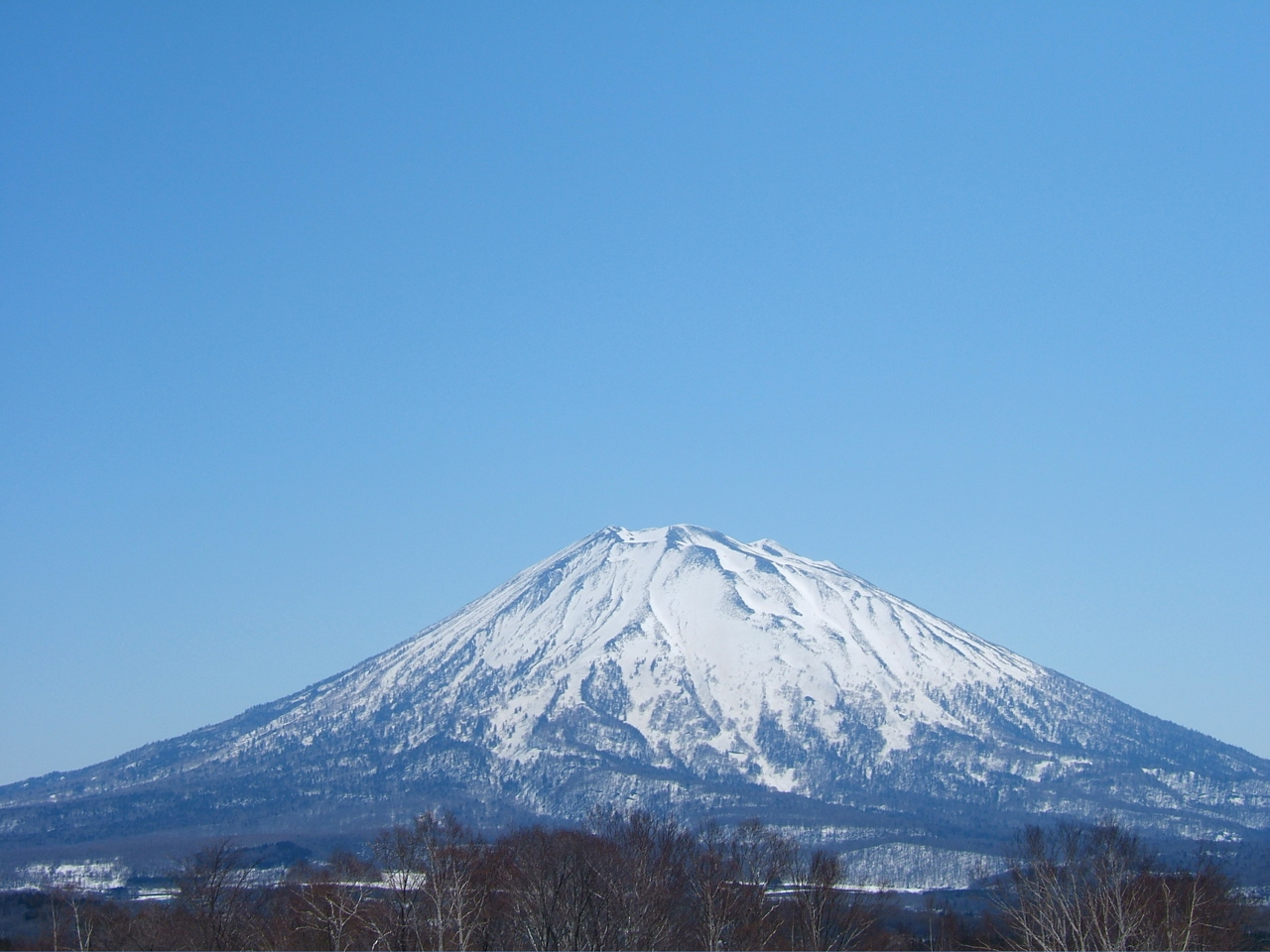
Podobna do słynnej Fudżi góra Yōtei
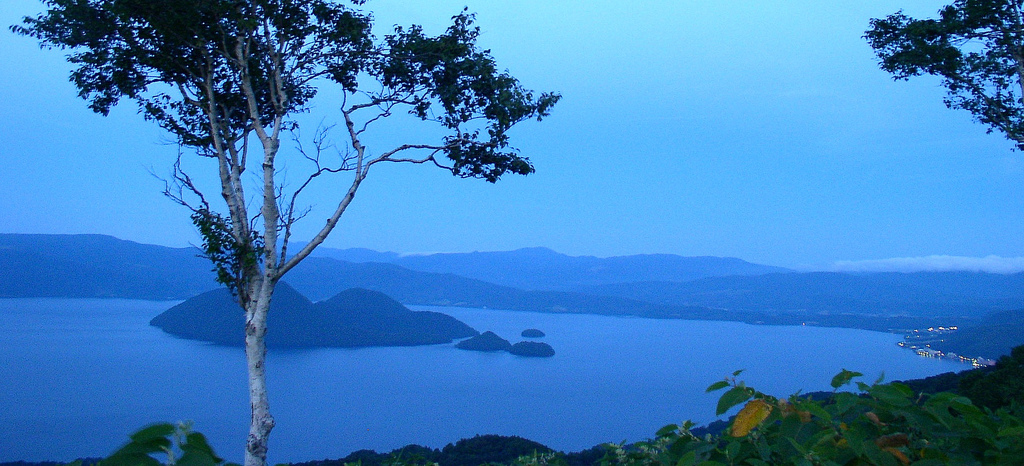
Jezioro Tōya wieczorową porą
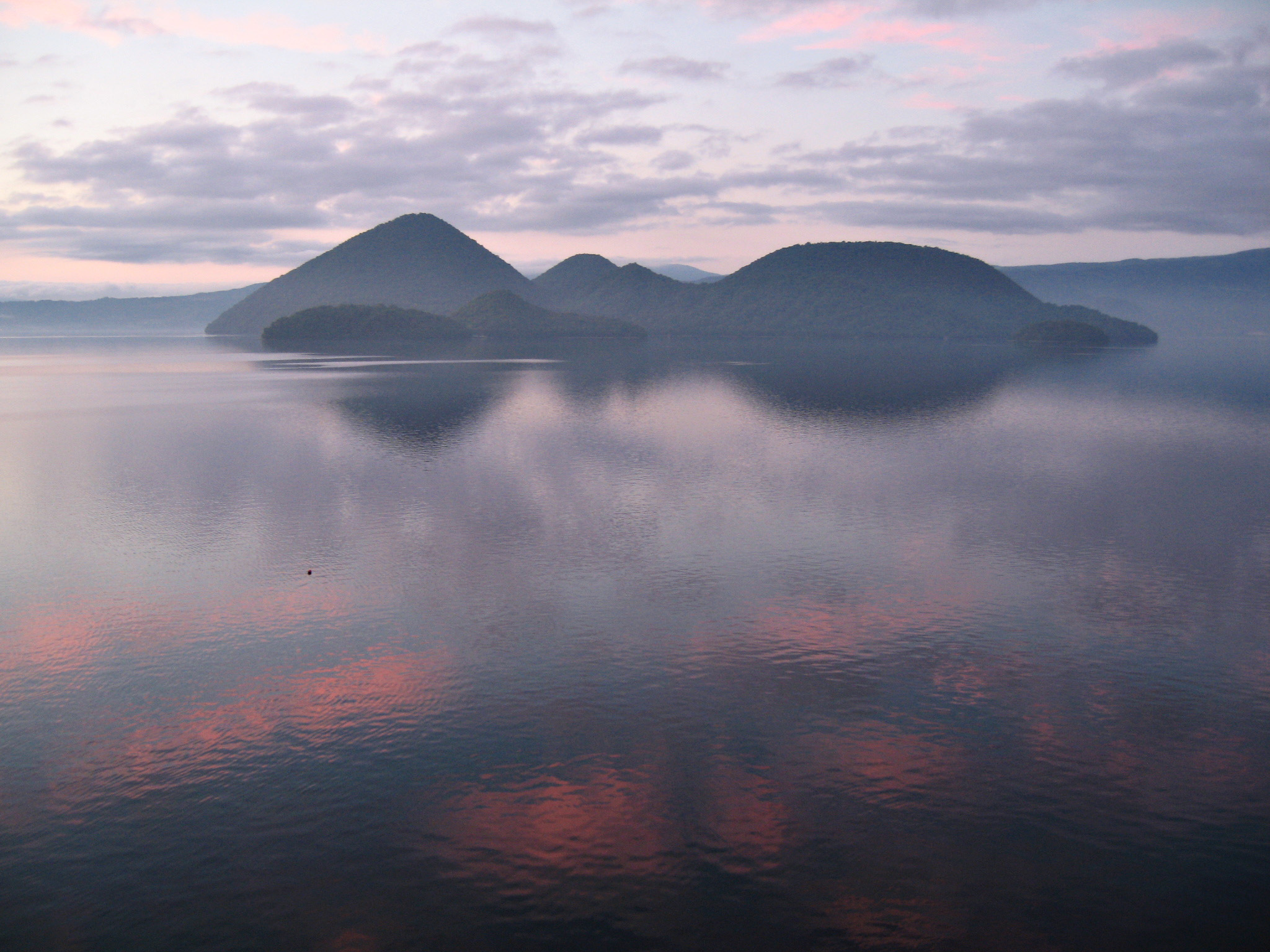
Wyspa na jeziorze Tōya
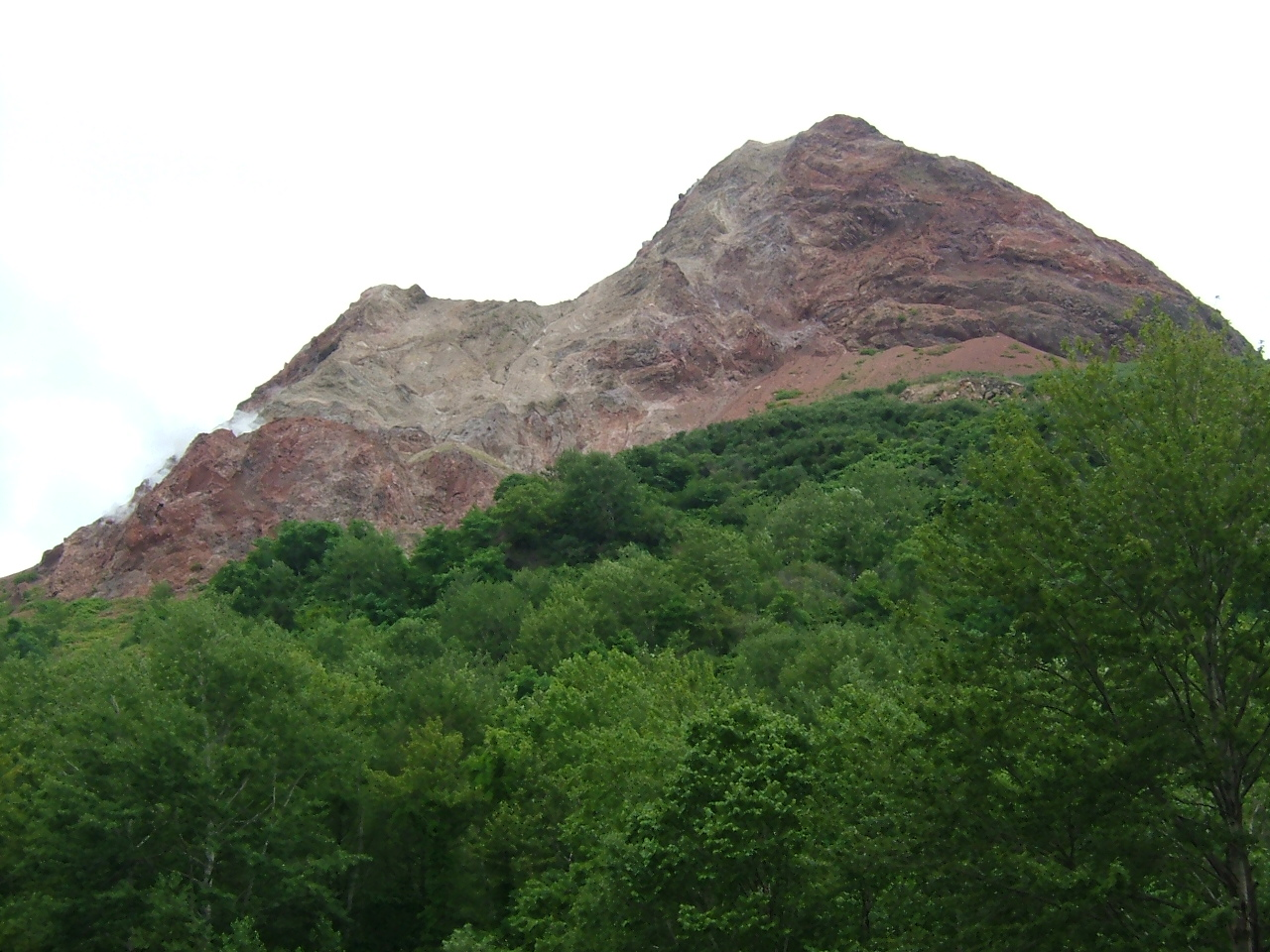
Shōwa-shinzan, powstała w 1943 r.
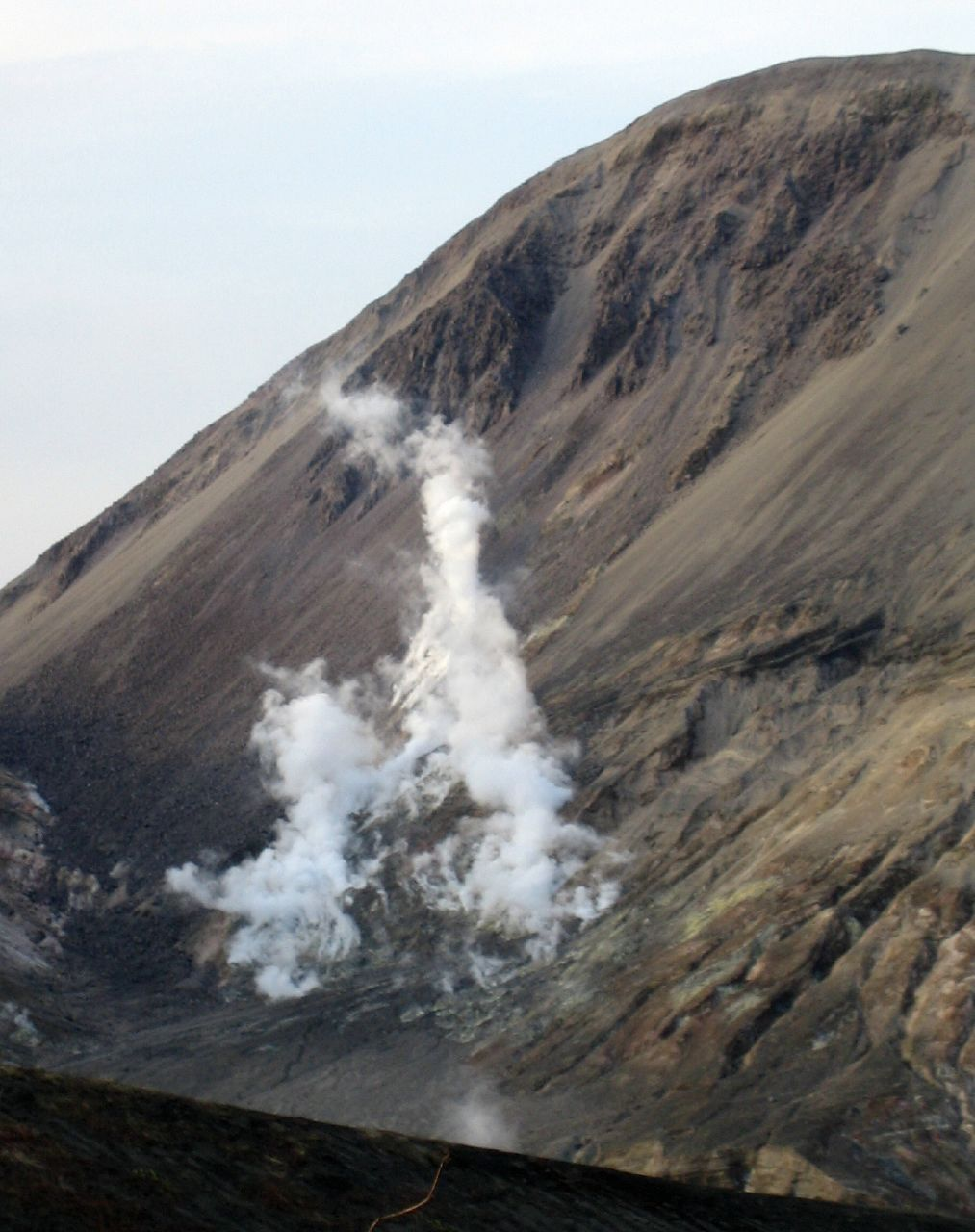
Wyziewy wulkanu Usu